# Vivian Lindt
Vivian Lindt (Passau, 3 aout 1979) est une chanteuse de schlager allemande. 